# وراء وراء
وراء وراء (بالإنجليزية: Beyond Beyond)‏ (بالسويدية: Resan till Fjäderkungens Rike) هو فيلم رسوم متحركة حاسوبية سويدي دنماركي تم إنتاجه في سنة 2014 وتم دبلجته إلى اللغات الإنجليزية والدنماركية والسويدية. وعرض لأول مرة في مهرجان برلين السينمائي الدولي.

## القصة
قصة تتكلم عن أرنب صغير اسمه جونا، والذي يعيش حياة مأساوية بعد وفاة امه، فيحاول الذهاب لها ولقائها في العالم الآخر وينال تذكرة للذهاب هناك من كلبه لأجل الذهاب هناك ولقائها.

## البطولة
- جونا: بصوت إيدفين ريدنغ في الدبلجة السويدية وإيفان توب في الدبلجة الإنجليزية
- والدة جونا: بصوت توفا نوفوتني في الدبلجة السويدية وأمبير تشايلدرز في الدبلجة الإنجليزية
- والدة جونا: بصوت غوستاف هامرستان في الدبلجة السويدية وكاري إلويس في الدبلجة الإنجليزية
- ملك الريش: بصوت لينارت ياكل في الدبلجة السويدية و باتريك واربورتون في الدبلجة الإنجليزية
- بيل: بصوت ليف أندريه في الدبلجة السويدية وجون هيدر في الدبلجة الإنجليزية
- الكابتن: بصوت سيسيلا كايل في الدبلجة السويدية وإيميلي ديشانيل في الدبلجة الإنجليزية

## وصلات خارجية
- وراء وراء على قاعدة بيانات الأفلام على الإنترنت